# Cedar Rapids Titans
I Cedar Rapids Titans sono una franchigia professionistica di football americano indoor con sede a Cedar Rapids, Iowa, che gioca nella Indoor Football League dalla stagione 2012. I Titans disputano le loro gare casalinghe al nuovo U.S. Cellular Center dopo aver giocato la loro prima stagione alla Cedar Rapids Ice Arena

## Stagioni
2012
| Turno | Data      | Inizio | Avversario                  | Risultato | Risultato | Luogo                  |
| Turno | Data      | Inizio | Avversario                  | Score     | Record    | Luogo                  |
| ----- | --------- | ------ | --------------------------- | --------- | --------- | ---------------------- |
| 1     | 3 marzo   | 7:00   | Lehigh Valley Steel Hawks   | v 32-13   | 1-0       | Cedar Rapids Ice Arena |
| 2     | 9 marzo   | N/A    | @ Green Bay Blizzard        | S 12-64   | 1-1       | Resch Center           |
| 3     |           |        |                             | Pausa     |           |                        |
| 4     | 23 marzo  | 7:00   | Chicago Slaughter           | V 52-40   | 2-1       | Cedar Rapids Ice Arena |
| 5     | 1º aprile | N/A    | @ Sioux Falls Storm         | S 29-69   | 2-2       | Sioux Falls Arena      |
| 6     | 7 aprile  | 7:00   | Green Bay Blizzard          | S 46-59   | 2-3       | Cedar Rapids Ice Arena |
| 7     | 14 aprile | N/A    | @ Lehigh Valley Steel Hawks | S 19-25   | 2-4       | Stabler Arena          |
| 8     | 21 aprile | 7:00   | Omaha Beef                  | S 44-50   | 2-5       | Cedar Rapids Ice Arena |
| 9     | 28 aprile | N/A    | @ Reading Express           | S 47-51   | 2-6       | Sovereign Center       |
| 10    | 5 maggio  | N/A    | @ Chicago Slaughter         | S 38-41   | 2-7       | Sears Centre           |
| 11    | 12 maggio | 7:00   | Reading Express             | S 38-27   | 3-7       | Cedar Rapids Ice Arena |
| 12    | 18 maggio | 7:00   | Bloomington Edge            | S 13-29   | 3-8       | Cedar Rapids Ice Arena |
| 13    |           |        |                             | Pausa     |           |                        |
| 14    | 1º giugno | N/A    | @ Omaha Beef                | S 33-51   | 3-9       | Omaha Civic Auditorium |
| 15    | 8 giugno  | N/A    | @ Bloomington Edge          | S 64-74   | 3-10      | U.S. Cellular Coliseum |
| 16    | 16 giugno | 7:00   | Nebraska Danger             | V 42-38   | 4-10      | Cedar Rapids Ice Arena |